# Malburgen-Oost (Zuid)
Malburgen-Oost (Zuid) is een wijk in Arnhem-Zuid die deel uitmaakt van de wijk Malburgen. De wijk ligt in het zuidoosten van Arnhem tussen de wijken Malburgen-Oost (Noord), Malburgen-West, Vredenburg/Kronenburg en de gemeente Huissen.
De wijk bestaat uit 5 buurten. Zeegsingel en Middelgraaflaan horen nog bij de oorspronkelijke wijk Malburgen. Immerloo I en II en Het Duifje werden enkele jaren later gebouwd. Tegenwoordig worden Immerloo en Het Duifje gezien als een deel van de wijk Malburgen-Oost (Zuid). Nadat in 1987 de Pleijweg (N325) was aangelegd werden de buurten Het Duifje en Immerloo van elkaar gescheiden. De wijk is multicultureel en heeft meer dan 90 verschillende nationaliteiten.
In maart 2007 werd de wijk Malburgen-Immerloo samen met 39 andere wijken door minister Vogelaar van Wonen, Wijken en Integratie op een lijst gezet van veertig Nederlandse wijken die voor verbetering in aanmerking komen.

## Zeegsingel en Middelgraaflaan
De buurten Zeegsingel en Middelgraaflaan horen nog bij de oorspronkelijke wijk Malburgen. De Middelgraaflaan bestaat vooral uit hoogbouw. Hier bevinden zich onder andere een winkelcentrum, een verzorgingshuis en een gezondheidscentrum. Zeegsingel bestaat uit rijtjeswoningen. Aan de rand van deze buurt is het Olympus College gevestigd. De Decathlon (Rijnhal) en sportcentrum De Grote Koppel liggen pal naast de wijk, net als het Bruishuis en het GelreDome.

## Immerloo I en II

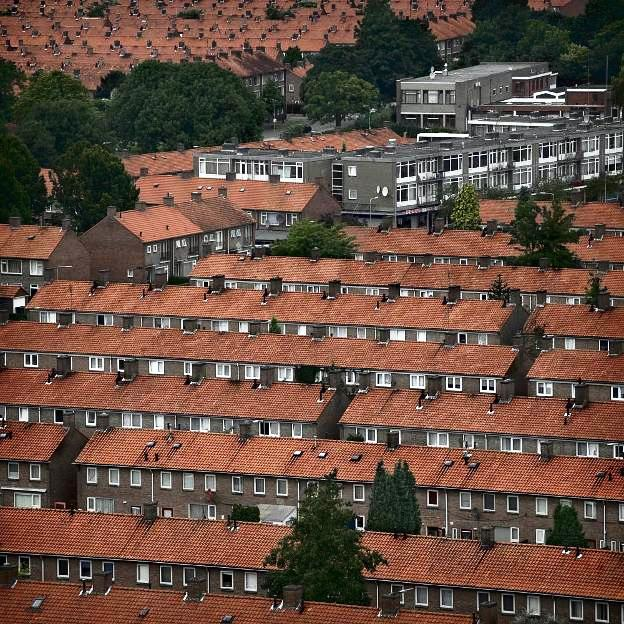

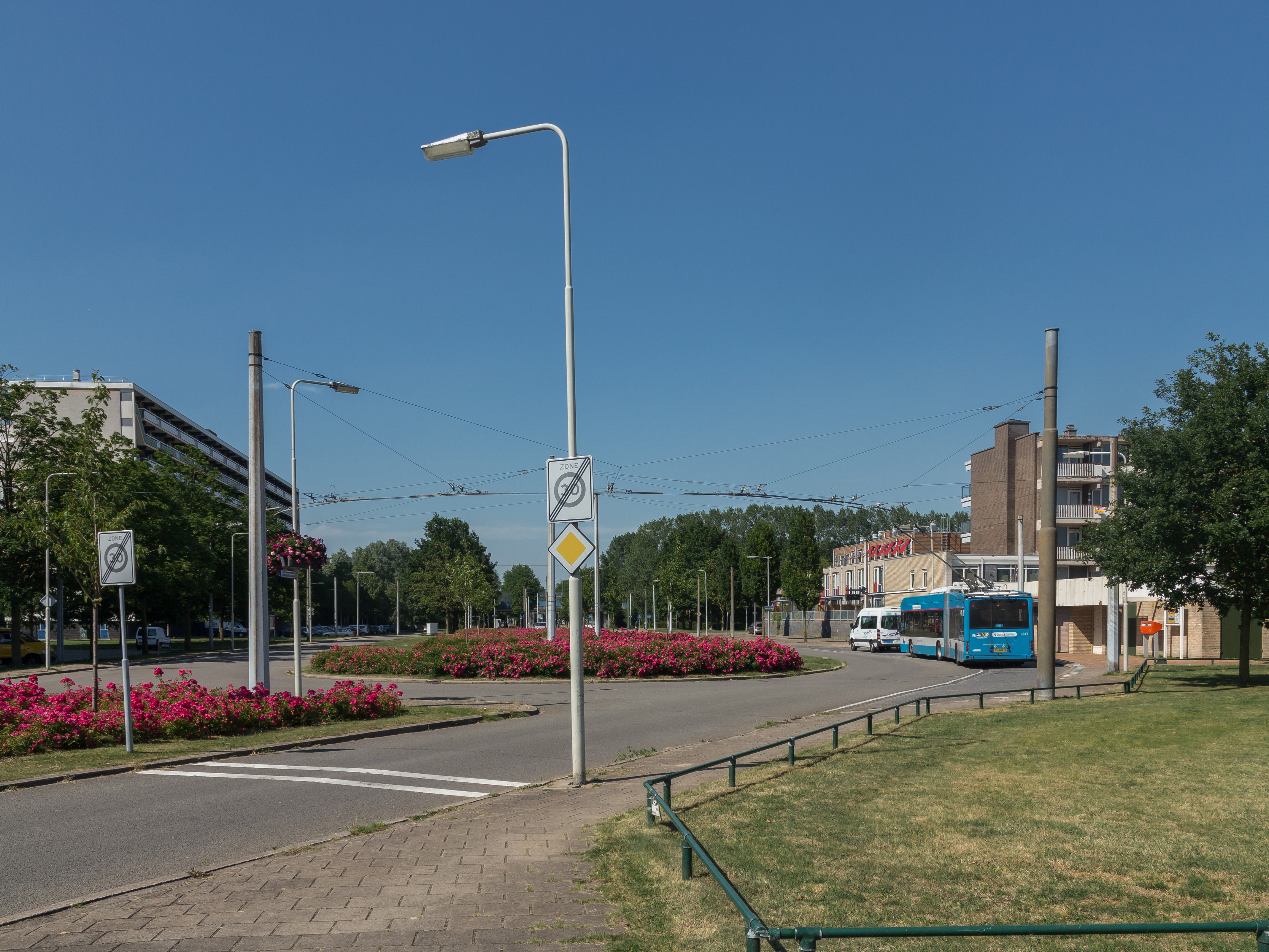
Het Duifje, eindhalte trolleybus

Na bouw van de wijk Malburgen werd in 1967 begonnen met de bouw van Immerloo I. Het werd aangelegd in precies dezelfde stijl als Malburgen. Al snel volgt de bouw van Immerloo II, dat bestaat uit enkele laagbouwhuizen en zes grote galerijflats. Het vormt de overgang tussen Immerloo I en Het Duifje.
Tegenover de Immerloo-flats aan de overkant van de Huissensestraat bevinden zich sportpark Bakenhof, een gevangenis (in de volksmond BlueBand Bajes) en het in 2005 geopende kleine woon/winkelcentrum genaamd "De Kruidenhof". Het aantal winkels in en nabij De Kruidenhof wordt uitgebreid, nu de naastgelegen nieuwbouwwijk Stadseiland voltooid is, en er inmiddels een begin gemaakt is met de bouw van Malburgen De Wheeme rondom de Immerlooplas,nabij de Immerlooflats, en het project Het nieuwe Zuid, tegenover De Kruidenhof.
Immerloo is een van de zwartste wijken van de provincie Gelderland.
De naam Immerloo verwijst naar "Jammerloo", een boerderij waar vroeger een waardman (rentmeester) woonde.

### Het Duifje
Aan zuidkant van de Pleijweg ligt de subwijk Het Duifje. Omdat de wijk na aanleg van de Pleijweg gescheiden werd van Immerloo wordt `t Duifje nu als zelfstandige wijk gezien. De wijk bestaat uit laagbouwwoningen met daarbij twee hoogbouwflats van hetzelfde type als de zes galerijflats van Immerloo II. In het westen grenst Het Duifje aan het Immerloopark en de Immerlooplas. Het kleine winkelcentrum van de wijk is gesloten na opening van winkelcentrum De Kruidenhof bij Immerloo. De enige overgebleven winkel van de wijk, een kiosk bevindt zich naast de bushalte.
Het Duifje is vernoemd naar de vroegere boerderij ’t Duifje gelegen aan de Oude Huissenseweg.

## Openbaar vervoer
Trolleylijn 3 van het Arnhems trolleybusnet rijdt vanaf Burgers' Zoo en het Nederlands Openluchtmuseum langs station Arnhem Centraal en het centrum over de John Frostbrug en slaat vervolgens de Huissensestraat in, de grens tussen Malburgen-Oost (-Noord) en -Zuid, welke wordt gevolgd tot en met Het Duifje. Tussen 1977 en 1999 bestond er een korte zijtak naar Immerloo waar alternerend naar werd gereden. De lijn vormt nu voor de hele wijk Malburgen-Oost een goede verbinding met het centrum. In Het Duifje, eindbestemming van lijn 3, bevindt zich tegenover de galerijflat van het Keizershof een keerlus. Medio 2013 was er een plan om lijn 3 door te trekken tot aan Huissen. Hiervoor is in 2010 de Oude Huissenseweg ter hoogte van het Keizerviaduct omgetoverd tot busbaan. Op 21 maart 2013 is besloten dat het plan voor het doortrekken van de trolleybus niet doorgaat.
Lijn 33 is een streekbus die tot Het Duifje dezelfde route volgt als lijn 3. Vervolgens rijdt de lijn via Huissen, Angeren, Doornenburg, Gendt, Haalderen en Bemmel naar Nijmegen.
Lijn 300 (brengdirect) is een streekbus die tot Het Duifje dezelfde route volgt als lijn 3, maar een snellere route rijdt als lijn 33. Lijn 300 rijdt de lijn via Huissen, en Bemmel naar Nijmegen. Deze bus stopt sinds december 2015 op de halte Oude Huissenseweg.
Vanaf Het Duifje rijdt ook lijn 4 van maandag tot en met zaterdag. Deze lijn vormt een directe verbinding tussen Het Duifje en Winkelcentrum Kronenburg.